# Altair (Texas)
Altair è una comunità non incorporata degli Stati Uniti d'America della contea di Colorado nello Stato del Texas.

## Geografia fisica
Altair si trova sulla State Highway 90A nella parte centro-sud della contea di Colorado.